# Cratere Amergin
Amergin  è un cratere sulla superficie di Europa.